# Lirima
Lirima (del aimara: lirima ‘ donde toma agua el zorro’) es una localidad que se ubica aproximadamente a 138 km al oriente de Huara, en la Región de Tarapacá, Chile. Está situado en la Comuna de Pica.
Es un poblado fundado por un grupo de familias aymarás, con un fuerte sentido comunitario. Es famosa por sus tejidos de lanas hiladas teñidos con procesos artesanales de los mismos habitantes. Se ubica en la Pampa Columtucsa, a los pies del Cerro Lirima y a kilómetros de la Laguna Quantija y Paso Fronterizo Apacheta de Irpa o Cancosa. Luis Risopatrón describe la quebrada y las Termas de Lirima:
Lirima (Quebrada de) 19° 46'? 68° 53'? Es de corta estension, presenta aguas termales sulfurosas i nace en las faldas del cerro del mismo nombre. 77, p. 51; i 87, p. 529; i arroyos en 95, p. 50.

## Fiestas religiosas
- El día 18 de enero se celebra a la Virgen del Rosario.
- El día 19 de enero se celebra el Sagrado Corazón de Jesús.
- El día 2 de noviembre se celebra el Día de los Difuntos.